# Pectiniculture
La pectiniculture est l'élevage des pectinidés, c'est-à-dire des coquilles Saint-Jacques et des pétoncles. Inaugurée au Japon à partir des années 1930, cette technique s'est généralisée à de nombreux pays (Chine, Canada, Chili, France, etc.). À partir de 1992, la production mondiale de la pectiniculture a dépassé les tonnages débarqués par les pêcheries. Cette production aquacole dépasse les 1 200 000 tonnes à partir du milieu des années 1990.